# Leanne Armand

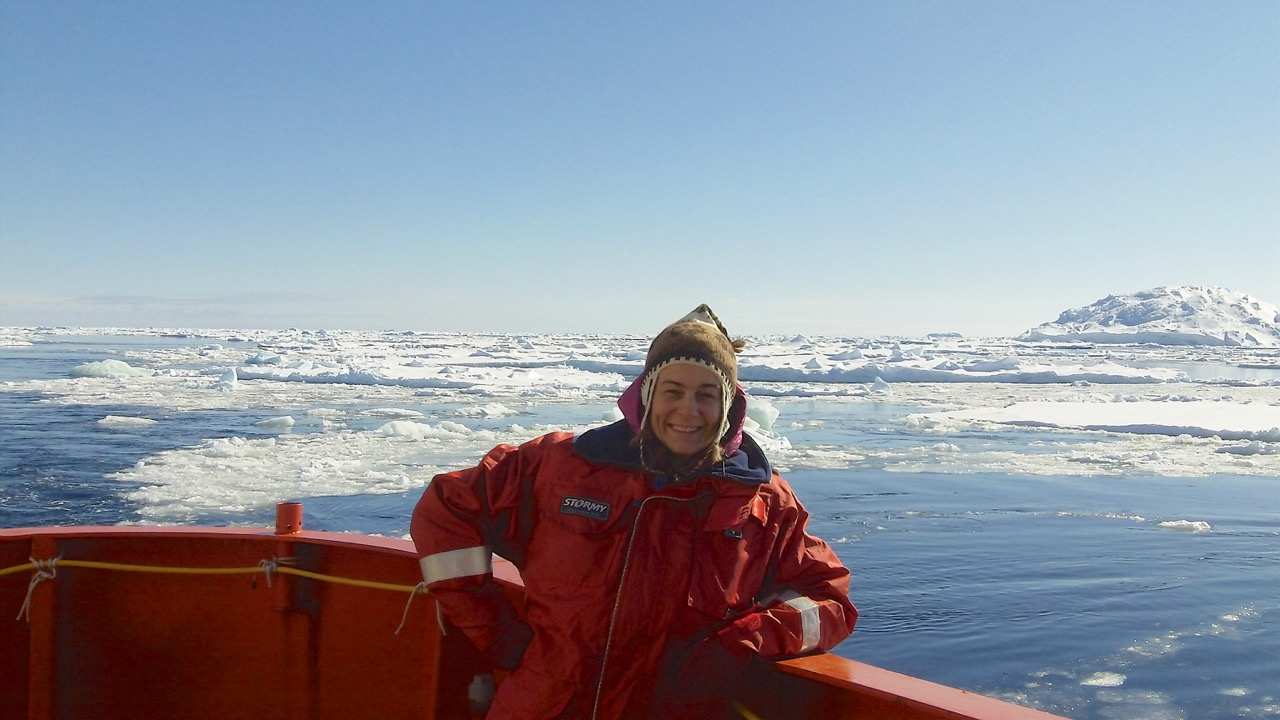
Leanne Armand bei einer Forschungsreise an die Georg-V.-Küste (2014)

Leanne Armand (* 20. Februar 1968 in Adelaide, South Australia; † 4. Januar 2022) war eine australische Meeresmikropaläontologin und Hochschullehrerin. Seit 2020 war sie Professorin für maritime Mikropaläontologie an der Australian National University.

## Leben
Geboren 1968 in Adelaide, begann Armand ein Biologiestudium an der Flinders University, wechselte aber im Laufe dessen an die Australian National University, an der sie ihr Interesse für Paläontologie entdeckte. Ihre Arbeit zur Erlangung des Undergraduate degree beschäftigte sich mit Vertebratenpaläontologie. Anschließend blieb sie an der ANU, um ihren Ph.D. zu machen, den sie 1998 in Geologie erhielt. Ihre Doktorarbeit beschäftigte sich mit der Frage, inwiefern man fossile Algen als Indikator für Meereis und Meeresoberflächentemperatur nutzen könnte. Als Proben dienten Bohrkerne aus Sedimenten des Indischen Ozeans. Im besonderen Fokus standen fossile Kieselalgen, einer im Südlichen Ozeans weit verbreiteten Algenart. An diesem Ansatz forschte sie – nach Ende eines Aufenthaltes als Postdoc an der Universität Aix-Marseille – als postdoctoral fellow des Australian Research Councils am Institute of Antarctic and Southern Ocean Studies der University of Tasmania weiter. Dabei gelang es Armand, durch die Auswertung der fossilen Algen Rückschlüsse auf die Meereseisausbreitung der letzten 190.000 Jahre zu ziehen.
Später wurde sie Teil des Biogeochemical Cycley Program des Antarctic Cooperative Research Centre und forschte dort anhand von Algenproben aus sogenannten sediment traps zum Stoffkreislauf des Meeres. Parallel sette sie ihre Forschungen zum Meereis fort. Ihre Forschungen führten zu einem besseren Verständnis, inwiefern natürliche Veränderungen der Meeresoberflächentemperatur und des Meereises Auswirkungen auf das Klima haben. 2009 wechselte sie an das Department of Biological Sciences an der Macquarie University, wo sie stellvertretende Direktorin des Macquarie University Marine Research Centre wurde. Daneben war sie Gründungsdirektorin des Collaborative Australian Postgraduate Sea Training Alliance Network. 2017 wechselte sie zum Australian and New Zealand International Ocean Discovery Program Consortium, das sie als Direktorin leitete. 2020 wurde sie Professorin für maritime Mikropaläontologie an der ANU. Mehrfach unternahm sie Forschungsreisen, unter anderem zum Totten-Gletscher. Armand starb Anfang 2022 im Alter von 53 Jahren und hinterließ ihren Ehemann und zwei Söhne. Die Australasian Quaternary Association vergibt seit 2022 den Leanne Armand Travel Award in Erinnerung an Armand.

## Auszeichnungen
- 2007: Dorothy Hill Medal[4]
- 2014: Antarctica Service Medal[4]